# Bianca Mól
Bianca Mól é uma ilustradora, escritora e roteirista brasileira. Nascida no Rio de Janeiro, formou-se em Comunicação Social na UFRJ. Em 2014, criou o canal de YouTube Garota Desdobrável, no qual conta histórias e narrativas, com ilustrações, recortes e dobras criadas por ela. Cada vídeo leva de 2 a 4 semanas para ser finalizado. Durante os Jogos Olímpicos de Verão de 2016, Bianca criou vídeos especiais para o site GloboEsporte.com e o programa de TV Esporte Espetacular, da TV Globo.
Em 2018, Bianca lançou sua primeira história em quadrinhos, Astro, sobre um astronauta que se perdeu no espaço e acabou caindo no quintal de uma menina muito curiosa. Em 2022, a artista ganhou o Prêmio Angelo Agostini de melhor desenhista e de melhor lançamento independente, ambos pelo livro Não Ligue, Isso É Coisa de Mulher!, produzido em parceria com diversas quadrinistas brasileiras.